# ホテルニューワールド崩壊事故
ホテルニューワールド崩壊事故 (中国語:新世界酒店倒塌事件; マレー語: Runtuhan Hotel New World; タミル語: நியூ வர்ல்டு சம்பவம் Niyū Varlţu Campavam) とは、1986年3月15日にシンガポールで起きたビル崩壊事故である。地上6階建のビルが突如崩壊して50人が瓦礫の下敷きとなり、うち17人が救助されたが、33人が死亡した。

## ビルの概要
ホテルニューワールドはシンガポール北東のセラングーン（英語版）にある、セラングーン通り（Serangoon Road）とオーエン通り（Owen Road）の交差点に位置していたビルである「リアンヤック・ビル」（中国語:联益大厦、「連盟ビル」の意）の3階から6階に入居していたホテルである。ビルは1971年に竣工し、地上6階と地下駐車場から成っていた。ビルには他に銀行の支店が1階に、ナイトクラブとレストランが2階にそれぞれテナントとして入居していた。

## 事故の経緯
1986年3月15日の午前11時25分、突如ビルは1分足らずで完全に崩壊した。ビルの入居者がビルの瓦礫の下に取り残された。事故の一報を受けた当時のリー・クアンユー首相はビルの崩壊は予想外の出来事だったと述べた。

## 救助活動
ビルの崩壊後、通行人は生存者を救おうとし、その後シンガポール消防局、シンガポール警察、シンガポール軍、近隣住人も救助活動に参加。事故後の12時間で9人の生存者が救出された。シンガポール空軍軍医の林明健と他の空軍軍医、およびシンガポール保健省の2人の医者は、瓦礫の奥深くに行き、瓦礫の下の生存者にブドウ糖と生理食塩水を与えた。
シンガポールのマス・ラピッド・トランジット建設に携わっていたイギリス、アイルランド、日本の地下鉄トンネル専門家が救助活動に協力した。彼らは重機を使用すると瓦礫が落下し生存者が負傷することを懸念し、瓦礫の下に4本のトンネルを掘削して生存者を救助した。この功績から専門家らはシンガポール政府から表彰を受けた。最後に救出された生存者である蔡金珠は3月18日に救出された。5日間に渡った救援活動が終了した後、17人が救出され、33人の死亡が確認された。

## 事故原因
シンガポール政府の調査により、ビルのコンクリートは基準を満たしていたことが確認された。また地下鉄の建設現場は事故現場から100ヤードの距離にあり、地下鉄工事が建物に影響を与えていないことが確認された。ビルの完成後、設計には無かった屋上の空調設備や銀行の大型金庫などが追加で設置されていたが、これらは積載荷重の範囲内であり、崩壊の主な原因ではないことが分かった。
最終的な調査の結果、積載荷重の計算をすべき建築士がビルのオーナーから人件費を払ってもらえなかったために計算を拒否。その建築士の見習いが資格がないにも関わらずビルのオーナーから無理やり積載荷重の計算をやるよう言われ仕方なく行ったものだった。見習い建築士は計算の誤りがないかを建築士にチェックを求めたが前述の人件費の不払いを理由に取り合ってもらえなかった。そしてその計算した一連の用紙を役所に提出することになったが、役所もチェックを行っていなかった。さらに建物が耐えることが出来る構造的負荷を誤って計算しており固定荷重は計算されていなかったことが明らかになった。つまりビルは完成当初から既に自重に耐えられない状態にあり、建物を支える柱にはずっと限界を超えた負荷がかかり続けていた。そのため崩壊は時間の問題だった。事故当日、長年の過負荷に耐えられず一本の柱が破損すると、連鎖的に他の柱も荷重を支えきれず破損。柱を失ったビルは荷重を支えきれず、ついに崩壊に至った。

## 事故を題材とした作品
- ナショナルジオグラフィックチャンネルのテレビ番組『衝撃の瞬間』第2シーズン第9話「シンガポールのホテル倒壊事故」（原題：Hotel Collapse Singapore）
- 『奇跡体験!アンビリバボー』2021年8月12日放送